# 自由意志社會主義
自由意志社會主義（英語：libertarian socialism），是社會主義運動中一系列反权威的政治學說，其反對中央集權的國有理念，是主張基層工人自治的流派。自由意志社會主義的理念与无政府主义和左翼自由意志主义的理念有所重叠，它批判雇傭勞動制，提倡工人自治、參與型經濟（或地方計畫經濟）和去中心化的政治組織。

自由意志社會主義旗幟

自由意志社會主義者通常會反對國家這一政治實體本身，他們宣稱以工團或社區為單位，通過無產階級自下而上流動民主的社會主義制度，來建立一個基於平等和自由之上的公有制社會。支持者提倡採用直接民主制以及小政府管理手段（由工會、工人委員會、基层政权、公民議會等機構構成的民主邦聯），來達到政治權力去中心化的效果。其目的在於建立無產階級自由聯合體，保障工人們的自由，捨棄影響人們生活種種方面的資本剝削和政治威權。這些特點使得自由意志社會主義能夠跟列宁主义、布尔什维克主义、社會民主主義區分開來。
被稱為自由意志社會主義的政治哲學包括（但不必然是）多種形式的共產主義（包括盧森堡主義、委員會共產主義等等）或無政府主義（包括無政府共產主義、集體無政府主義、無政府工團主義、互助主義、社會生態學和自治主義等等）。有些作者將自由意志社會主義作為無政府主義的同義詞，特別是社會無政府主義。

## 概要

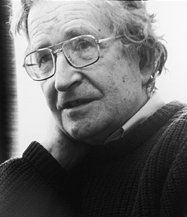
諾姆·喬姆斯基，一位知名的自由意志社會主義者

自由意志社會主義是一種有著各式闡述的意識型態，但其中可找出一些互通的共性。其擁護者支持以工人為導向的分配制度，完全背離了資本主義經濟（社會主義）。他們建議在一定程度上實行這個經濟制度，試圖達到個人自由的最大化，以及權力或管理集中的最小化（自由意志主義）。自由意志社會主義者強烈批判強制性制度，常導致他們反對國家的合法性，轉而支持無政府主義。其擁護者試圖以政治和經濟分權的方式達成目標，通常會涉及到大型財產和企業的社會化。自由意志社會主義否定多數形式的私有財產合法性，因為他們將資本主義財產關係視為一種統治的形式，是與個人自由對立的。
第一位自稱自由意志主義者的是早期的法國無政府共產主義者约瑟夫·迪亚契。該字來自於法文單字「libertaire」，用來規避法國對無政府主義刊物的禁止。在歐洲社會主義運動中，「自由意志主義」常被用來描述反對國家社會主義的人士，如米哈依爾·巴枯寧。在美國，最常稱為自由意志主義的運動是信奉資本主義哲學。因此，「自由意志社會主義」這個名稱造成了美國人的矛盾。然而，自由意志主義結合社會主義早於結合資本主義，而且許多反權威主義者依然譴責美國的自由意志主義結合資本主義是錯誤的。如同諾姆·喬姆斯基所說，一名始終如一的自由主義者「必須反對生產手段的私人所有權和這個制度中的工資奴隸（英語：Wage slavery），工資奴隸的存在不相容於勞動必須由生產者自由承擔和控制的原則。」

激進經濟學家羅賓·漢內爾（英語：Robin Hahnel）講述了從自由意志社會主義擁有最大影響力的十九世紀末開始，一直到二十世紀的前四分之一這段時期的歷史：
「二十世紀初，自由意志社會主義與社會民主主義和共產主義同樣是一股強大的勢力。无政府主义国际–成立於馬克思主義者與自由意志主義者決裂的社會國際1872年海牙大會後數天–成功的與社會民主主義、共產主義一同競爭反資本主義行動者、革命者、工人、工會和政黨的忠誠，長達五十年。自由意志社會主義者在俄國1905年革命和1917年俄國革命中扮演重要的角色。自由意志社會主義者在1911年墨西哥革命中扮演支配性的角色。一戰結束後二十年，自由意志社會主義者依然有足夠實力在1936年和1937年席捲西班牙共和國的社會革命中扮演先鋒。」

### 反資本主義
自由意志社會主義者主張，每當權力行使時，如一個人在經濟、社會或生理上對另一人的支配，提供證據之責任是在權力主義者身上，當他反對他限制了人類自由的範圍時，會去證明他的行動是合法的。合法執行權利的典型實例有以有形力拯救即將被迎面而來的車輛撞上的人，或是自我防衛。自由意志社會主義者反對死板與分層的權力，無論是政治權力、經濟權力或社會權力。
自由意志社會主義者相信，所有社會聯繫應由擁有同等協商能力的個體去發展，經濟權力累積在少數人手中與政治力量的集中化會減少社會中其他人的協商能力與自由。換句話說，資本主義和右翼自由意志主義的原則是集中經濟權力在擁有最多資產的人們手上。自由意志社會主義則試圖分配權力，讓社會中的成員更為平等。自由意志社會主義和自由市場自由意志主義之間最關鍵的差異是，前者的支持者認為一個人的自由度是受到他的經濟和社會地位所影響，而後者的支持者則注重選擇的自由。這有時被描述為他們追求社會中「自由創造力」（英語：Free creativity）的最大化，優於追求「自由企業」（英語：Free enterprise）。
自由意志社會主義者認為，如果自由是重要的，那麼社會必須努力完成一個「個體擁有決定經濟議題和政治議題之權力」的制度。自由意志社會主義者試圖以直接民主制、自發性聯合會和大眾自治取代生活中各方面不合理的權力，包括實質社區和經濟企業。
許多自由意志社會主義者主張，應該由大規模的自發性公會管理工業生產，而工人則保有個人勞動產品的權力。因此，我們可以看出「私有財產」（英語：Private property）與「個人財物」（英語：Personal possession）兩個概念之間的差別。「私有財產」授予個人對一件物品的單獨控制權，無論是否有在使用，也不考慮生產能力；而「個人財物」並不授予個人對一件不使用的物品權力。

## 批評
2020年2月27日，擁護資本主義的政治經濟學家克里斯蒂安·尼米茲博士撰文抨擊放任自由社會主義，表示他認為如果放任自由社會主義者掌權，他們最後仍然會像布爾什維主義者那樣走上極權主義的道路。